# Marc Wright
Marc Snowell Wright (Chicago, Illinois, 21 d'abril de 1890 - Reading, Massachusetts, 5 d'agost de 1975) va ser un atleta estatunidenc, especialista en salt de perxa, que va competir a començaments del segle xx.
El 1912 va prendre part en els Jocs Olímpics, d'Estocolm, on disputà la prova del salt de perxa del programa d'atletisme. En ella guanyà la medalla de plata amb un millor salt de 3m 85cm, empatat amb el seu compatriota Frank Nelson, deu centímetres menys que Harry Babcock, medalla d'or.
Als Trials de classificació pels Jocs de 1912 havia establert un nou rècord mundial de salt de perxa, en superar el llistó situat a 4m 02cm. Amb aquest salt es convertia en el primer home en superar els 4 metres en la història. Mai guanyà cap campionat nacional. El rècord no fou millorat fins al 1920, quan Frank Foss saltà 4m 09cm.
Wright es graduà al Dartmouth College el 1913.